# Markus Spanier

Hoheitswappen von Abt Markus OSB

Markus Spanier [ˈʃpa:ni̯ɐ] OSB (* 22. April 1961 in Kaiserslautern, bürgerlich Hans-Heinrich Spanier) ist ein deutscher Benediktiner. Er war von 2011 bis 2023 der fünfzigste Abt des Stiftes Marienberg und der sechste aus Ottobeuren stammende Abt dieses Südtiroler Benediktinerklosters.

## Leben
Hans-Heinrich Spanier ist in Bamberg zum Bankkaufmann ausgebildet worden. Im Jahre 1993 trat er in die bayerische Benediktinerabtei Ottobeuren ein, legte am 26. Dezember 1994 seine Gelübde ab und nahm den Ordensnamen Markus an – der markinische Evangelist ist sein Patron. Nach dem Theologiestudium in Eichstätt, Innsbruck und München empfing er am 28. Juni 1997 in Ottobeuren die Priesterweihe; die Primiz hielt P. Markus am 29. Juni 1997 in der Ägidiuskirche seiner Heimatpfarrei zu Hauptstuhl. 2006 wurde er Prior des Stiftes Marienberg im italienischen Südtirol. Nach dem aus gesundheitlichen Gründen erfolgten Rücktritt (freiwilligem Amtsverzicht, Resignation) von Abt Bruno Trauner OSB wurde Markus Spanier für die Zeit der Sedisvakanz ab dem 12. Oktober 2011 zum Administrator bestellt. Am 19. November 2011 wählte das Kapitel des Benediktinerstiftes Pater Markus OSB zum neuen Abt der seit dem Jahre 1146 bestehenden Abtei Marienberg. Die Abtsweihe spendete ihm der Bischof der Diözese Bozen-Brixen, Ivo Muser, zum Hochfest der Unbefleckten Empfängnis, am 8. Dezember 2011. Sein Abbatiat endete nach zwölf Jahren am 21. November 2023; auf ihn folgte im Amt des Abtes Philipp II. Kuschmann OSB.

## Abtswappen
Das Abtswappen zeigt oben links und unten rechts die beiden Teile des Wappens von Stift Marienberg, oben rechts wird Bezug genommen auf das Heimatdorf (Hauptstuhl) von Markus Spanier OSB und unten links auf die Abtei Ottobeuren.
Der Wahlspruch des Abtes lautet: FORTIS IN ADVERSIS – HUMILIS IN PROSPERIS (stark bei Widerständen, bescheiden im Erfolg).